# 동몽선습
동몽선습(童蒙先習)은 조선시대 동몽교재(童蒙敎材) 중에서 가장 이른 시기에 저술되었고, 초학 아동들이 《천자문》 다음 단계에서 반드시 학습하였던 대표적인 아동교육 교재였다. 현종대 이후에는 왕실에서 왕세자의 교육용으로도 활용되었다. 동몽선습언해(童蒙先習諺解)는 동몽선습을 언해한 책으로, 1797년(정조21년)에 발간되었다.

## 저자
동몽선습의 저자에 대해서는 여러 이설(異說)이 존재한다. 현존하는 신축본(辛丑本)의 기록, 《중종실록(中宗實錄)》의 중종 39년 기록, 노수신(盧守愼)·송시열(宋時烈) 등이 남긴 자료 등을 보아 박세무(朴世茂)가 이 책의 주된 저자임은 명확하다. 그러나 권문해(權文海)의 《대동운부군옥(大東韻府群玉)》, 김휴(金烋)의 《해동문헌총록(海東文獻總錄)》에는 김안국(金安國)을 동몽선습의 저자로 기록하고 있어 검토가 필요하다. 특히 1543년(중종 38년) 발간된 평안도 감영본의 윤인서(尹仁恕) 발문에는 당시 평양감사(平壤監司)로 있던 민제인(閔齊仁)이 공술(共述)한 것으로 기록하고 있어 저술과정에 그가 상당 부분 관여하였음을 알 수 있다.

## 내용
내용은 크게 유학의 핵심 윤리인 오륜(五倫)에 관한 내용과 중국·한국의 역사에 대한 내용으로 구성되어 있다. 본문에서는 부자유친(父子有親), 군신유의(君臣有義), 부부유별(夫婦有別), 장유유서(長幼有序), 붕우유신(朋友有信) 등 오륜의 중요성에 대해 설명한다. 총론에서는 오륜은 하늘이 인간에게 부여한 가장 기본적인 도덕적 품성이라는 사실과 함께, 오륜의 근원은 효행이라는 사실을 강조하고 있다.
다음으로 역사에 관한 서술에서는 우선 중국의 고대로부터 명나라까지의 역사를 도덕적인 사관(史觀)에 근거해 기록하고 있다. 특히 이 책은 한국의 역사를 단군으로부터 시작하여 삼한과, 삼국, 고려, 조선에 이르기까지 간명하나 매우 체계적으로 서술하고 있다. 이 책에서는 한국이 비록 국토는 좁지만, 예악(禮樂)과 문물이 중국에 비견할 수 있다는 점을 강조하여 아동들로 하여금 자국 역사를 긍정적으로 바라볼 수 있도록 하였다. 이 책은 성리학이 조선사회에 토착화 되던 당시 사회에서 사림들이 지녔던 아동 교육관의 한 단면을 잘 드러내주고 있다.

## 평가
초학 교재로서는 매우 드물게 이 책은 1759년(영조 35년) 영조가 직접 쓴 어제서문(御製序文)과 우암 송시열(宋時烈)의 발문을 실어 중간(重刊)되었다. 이 책이 조정과 사림집단으로부터 높은 학술적 평가를 받고 있었음을 알 수 있다.